# Försiktigheten (1784)
Försiktigheten var ett svenskt linjeskepp som byggdes 1784 på Karlskrona Örlogsvarv efter Fredrik Henrik af Chapmans ritningar. Hon var bestyckad med 62 kanoner.

## Byggnation

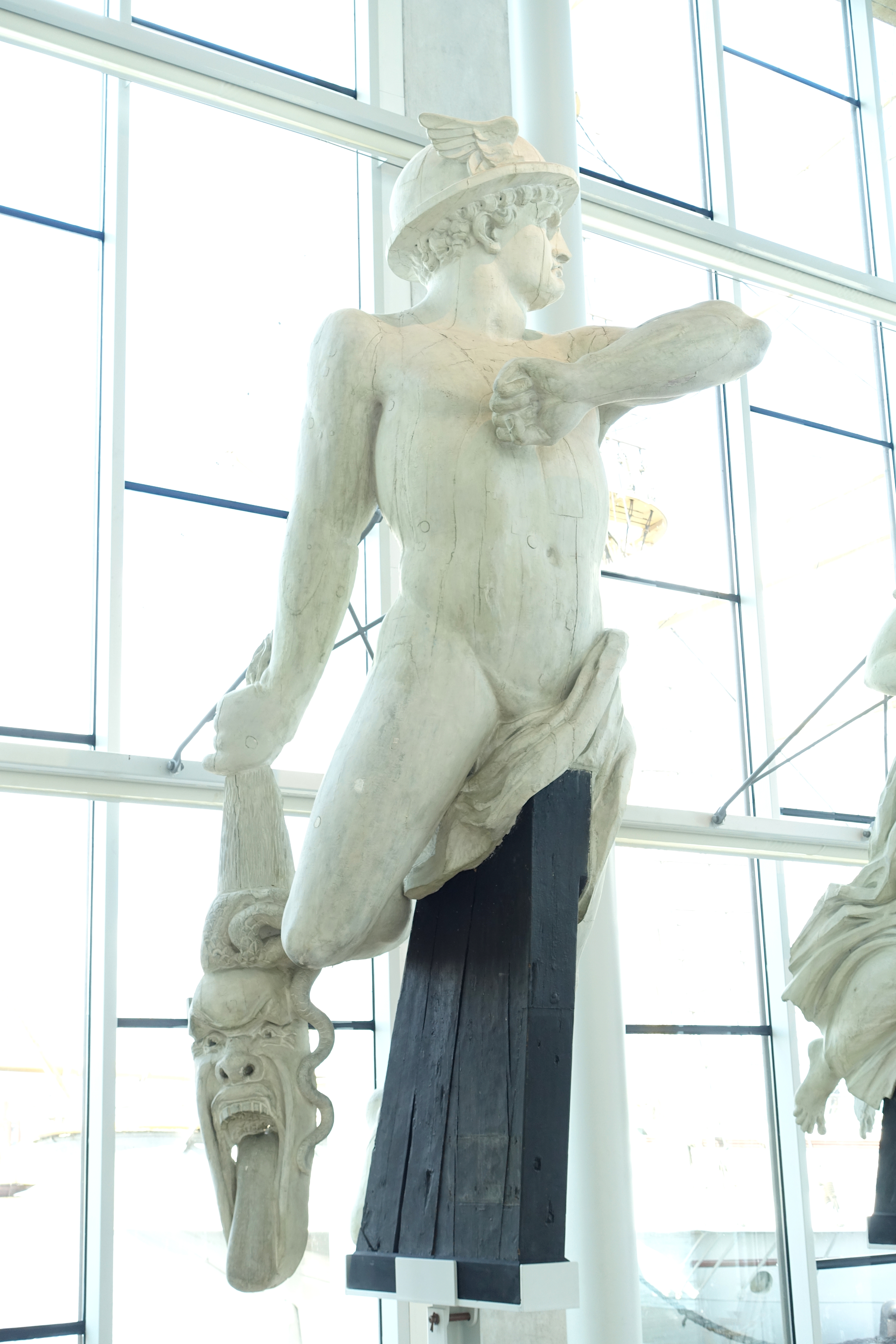
Försiktighetens galjonsfigur skapad av Johan Törnström.

Försiktigheten skapades av af Chapman vid Karlskrona Örlogsvarv och byggdes som ett av fartygen i en serie av tio linjeskepp där Kronprins Gustaf Adolf var det första som sjösattes 1782. Försiktigheten uppkallad efter en grekisk gudagestalt sjösattes den 23 oktober 1784.
Galjonsfiguren, samt eventuellt annan utsmyckning, höggs av bildhuggaren Johan Törnström.

## Tjänstehistoria
Skeppet deltog i Gustav III:s ryska krig 1788-1790 och då särskilt i sjöslaget vid Hogland 17 juli 1788, sjöslaget vid Ölands södra udde 17 juli 1789, sjöslaget vid Reval 13 maj 1790, samt viborgska gatloppet 3 juli 1790. Försiktigheten deltog även i Finska kriget 1808-1809 och ingick i expeditionen till Ratan 1809. Fartyget togs ur tjänst 1825.

## Fartygschefer
- 1788 - 1790 - Hans Fahlstedt
- 1794 - Nils Adolph af Ekenstam
- 1801 - David G Blessing
- 1808 - Hederstierna
- 1809 - David G Blessing
- 1809 - Johan Petter Warberg[3]
- 1810 - O G Cederström

## Bilder

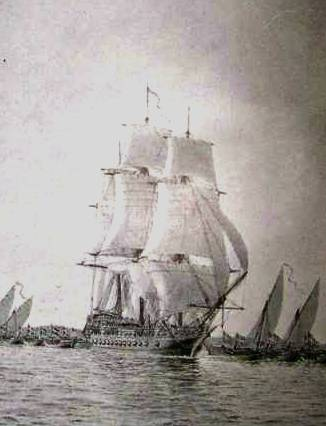
Försiktigheten passerar Hemsön i Härnösands kommun. Teckning av amiral Jacob Hägg.
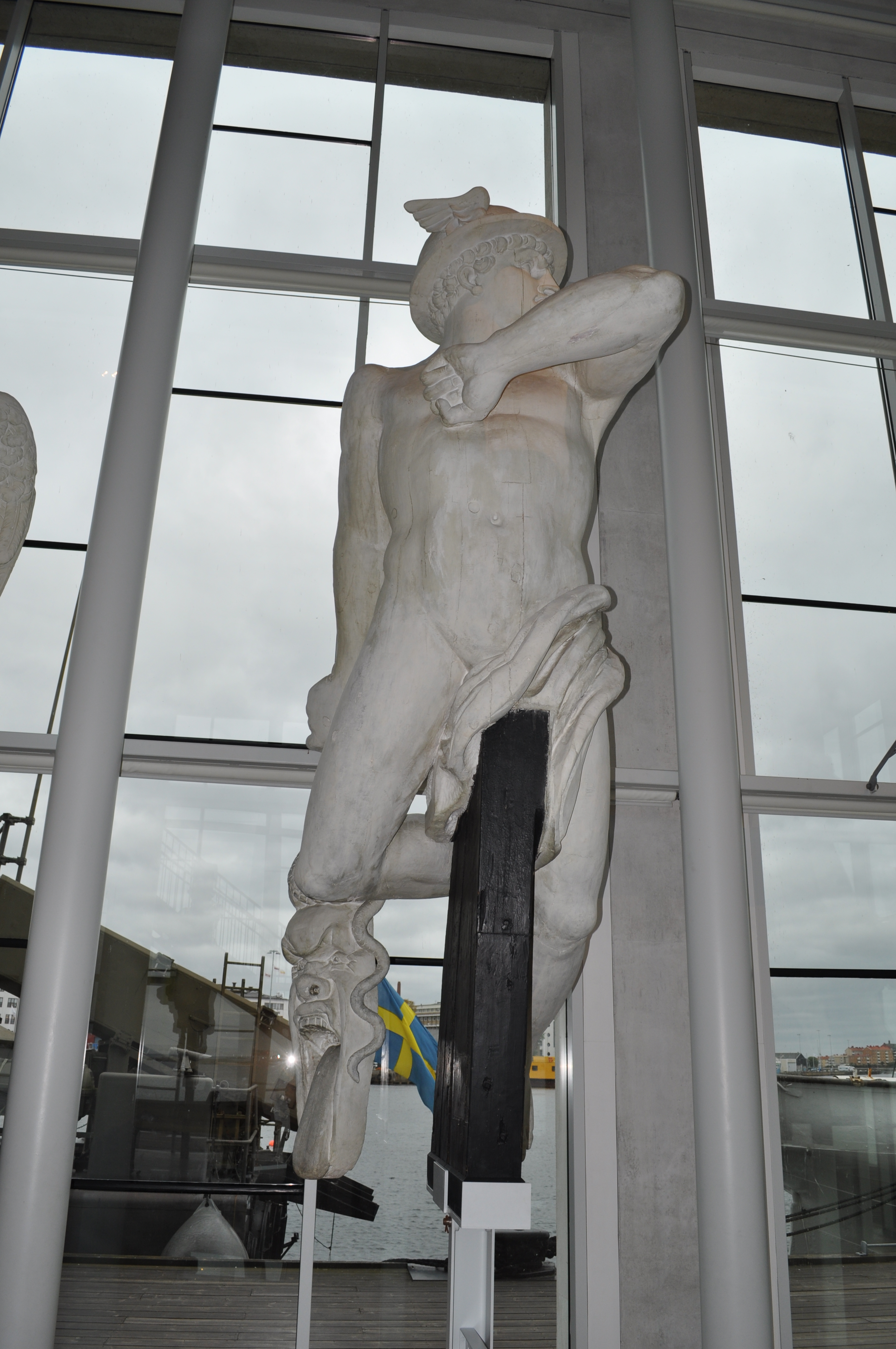
Försiktighetens galjonsfigur, skulpterad av bildhuggare Johan Törnström